# Persone di nome Wolfgang
| Questa pagina contiene informazioni ricavate automaticamente dalle voci biografiche con l'ausilio del template Bio e di un bot. L'aggiornamento è periodico e automatico e ricostruisce completamente la pagina. Se manca una persona in questa lista, sei pregato di non aggiungerla, ma accertati piuttosto che la sua voce biografica contenga il template Bio e che i dati anagrafici siano correttamente compilati. Se il template Bio manca, inseriscilo tu stesso o, in alternativa, metti l'avviso {{tmp\|Bio}} che ne segnala la mancanza. Se i dati riportati sono sbagliati, correggi direttamente la voce biografica; le modifiche saranno visibili in questa lista entro pochi giorni. Per chiarimenti vedi il progetto antroponimi. La lista contiene solo le 230 persone che sono citate nell'enciclopedia e per le quali è stato implementato correttamente il template Bio. Pagina aggiornata al 16 ott 2024. |

Questa è una lista di persone presenti nell'enciclopedia che hanno il prenome Wolfgang, suddivise per attività principale.

## Agronomi(1)
- Wolfgang Lücke, agronomo tedesco (n. 1956)

## Allenatori di calcio(8)
- Wolfgang Frank, allenatore di calcio e calciatore tedesco (Reichenbach an der Fils, n. 1951 - † 2013)
- Wolfgang Funkel, allenatore di calcio e ex calciatore tedesco (Neuss, n. 1958)
- Wolfgang Rausch, allenatore di calcio e ex calciatore tedesco (Aquisgrana, n. 1947)
- Wolfgang Rolff, allenatore di calcio e ex calciatore tedesco (Lamstedt, n. 1959)
- Wolfang Schwarz, allenatore di calcio e calciatore austriaco (Innsbruck, n. 1952 - † 2018)
- Wolfgang Sidka, allenatore di calcio e ex calciatore tedesco (Lengerich, n. 1954)
- Wolfgang Steinbach, allenatore di calcio e ex calciatore tedesco orientale (Schönebeck, n. 1954)
- Wolfgang de Beer, allenatore di calcio e ex calciatore tedesco (Dinslaken, n. 1964)

## Allenatori di sci alpino(1)
- Wolfgang Erharter, allenatore di sci alpino e ex sciatore alpino austriaco (n. 1969)

## Ambientalisti(1)
- Wolfgang Sachs, ambientalista e saggista tedesco (Monaco di Baviera, n. 1946)

## Anglisti(1)
- Wolfgang Iser, anglista tedesco (Marienberg, n. 1926 - Costanza, † 2007)

## Animatori(1)
- Wolfgang Reitherman, animatore, regista e produttore cinematografico tedesco (Monaco di Baviera, n. 1909 - Burbank, † 1985)

## Arbitri di calcio(1)
- Wolfgang Stark, ex arbitro di calcio tedesco (Landshut, n. 1969)

## Archeologi(1)
- Wolfgang Helbig, archeologo tedesco (Dresda, n. 1839 - Roma, † 1915)

## Architetti(1)
- Wolfgang Döring, architetto tedesco (Berlino, n. 1934 - Düsseldorf, † 2020)

## Arcivescovi cattolici(1)
- Wolfgang Haas, arcivescovo cattolico liechtensteinese (Vaduz, n. 1948)

## Arrampicatori(1)
- Wolfgang Güllich, arrampicatore e alpinista tedesco (Ludwigshafen sul Reno, n. 1960 - Ingolstadt, † 1992)

## Artisti(2)
- Wolfgang Laib, artista tedesco (Metzingen, n. 1950)
- Wolfgang Willrich, artista tedesco (Gottinga, n. 1897 - † 1948)

## Assassini seriali(1)
- Ludwig, serial killer tedesco (Düsseldorf, n. 1959)

## Astisti(2)
- Wolfgang Nordwig, ex astista tedesco (Chemnitz, n. 1943)
- Wolfgang Reinhardt, astista tedesco (Göppingen, n. 1943 - Monaco di Baviera, † 2011)

## Astronomi(3)
- Wolfgang J. Duschl, astronomo tedesco (Monaco di Baviera, n. 1958)
- Wolfgang Ries, astronomo austriaco (n. 1968)
- Wolfgang Wenzel, astronomo tedesco (Sonneberg, n. 1929 - Rödental, † 2021)

## Attori(11)
- Wolfgang Maria Bauer, attore tedesco (Monaco di Baviera, n. 1963)
- Wolfgang Bodison, attore statunitense (Washington, n. 1966)
- Wolfgang Cerny, attore austriaco (Vienna, n. 1984)
- Wolfgang Kieling, attore, cantante e doppiatore tedesco (Berlino, n. 1924 - Amburgo, † 1985)
- Wolfgang Langhoff, attore e regista teatrale tedesco (Berlino, n. 1901 - Berlino, † 1966)
- Wolfgang Lukschy, attore e doppiatore tedesco (Berlino, n. 1905 - Berlino, † 1983)
- Wolfgang Preiss, attore tedesco (Norimberga, n. 1910 - Baden-Baden, † 2002)
- Wolfgang Reichmann, attore tedesco (Beuthen, n. 1932 - Waltalingen, † 1991)
- Wolfgang Stumph, attore e cabarettista tedesco (Wünschelburg, n. 1946)
- Wolfgang Völz, attore e doppiatore tedesco (Danzica, n. 1930 - Berlino, † 2018)
- Wolfgang Wahl, attore tedesco (Münster, n. 1925 - Germering, † 2006)

## Batteristi(1)
- Wolfgang Dziony, batterista tedesco (Elze, n. 1949)

## Biatleti(2)
- Wolfgang Perner, biatleta e fondista austriaco (Ramsau am Dachstein, n. 1967 - † 2019)
- Wolfgang Rottmann, ex biatleta austriaco (Altenmarkt im Pongau, n. 1973)

## Biologi(1)
- Wolfgang Warsch, biologo e autore di giochi austriaco (Steyr, n. 1980)

## Bobbisti(3)
- Wolfgang Hoppe, ex bobbista e ex multiplista tedesco (Apolda, n. 1957)
- Wolfgang Stampfer, ex bobbista austriaco (Innsbruck, n. 1972)
- Wolfgang Zimmerer, ex bobbista tedesco (Ohlstadt, n. 1940)

## Calciatori(34)
- Wolfgang Barthels, ex calciatore tedesco orientale (Marienburg, n. 1940)
- Wolfgang Benkert, ex calciatore tedesco orientale (Weimar, n. 1951)
- Wolfgang Blochwitz, calciatore tedesco orientale (Geringswalde, n. 1941 - Bad Berka, † 2005)
- Wolfgang Breuer, ex calciatore tedesco (n. 1944)
- Wolfgang Dremmler, ex calciatore tedesco (Salzgitter, n. 1954)
- Wolfgang Fahrian, calciatore tedesco occidentale (Blaustein, n. 1941 - † 2022)
- Wolfgang Feiersinger, ex calciatore e allenatore di calcio austriaco (Saalfelden am Steinernen Meer, n. 1965)
- Wolfgang Gayer, ex calciatore tedesco (n. 1943)
- Wolfgang Glock, ex calciatore tedesco (Essen, n. 1946)
- Wolfgang Großstück, calciatore tedesco orientale (n. 1932 - Dresda, † 2011)
- Wolfgang Hesl, calciatore tedesco (Nabburg, n. 1986)
- Wolfgang Kieber, ex calciatore liechtensteinese (Feldkirch, n. 1984)
- Wolfgang Klank, calciatore tedesco orientale (Dessau, n. 1930 - † 1998)
- Wolfgang Klapf, calciatore austriaco (Leoben, n. 1978)
- Wolfgang Kleff, ex calciatore tedesco (Schwerte, n. 1946)
- Wolfgang Knaller, ex calciatore austriaco (Waiern, n. 1961)
- Wolfgang Kneib, ex calciatore tedesco (Zornheim, n. 1952)
- Wolfgang Kraus, ex calciatore tedesco (n. 1953)
- Wolfgang Krüger, ex calciatore tedesco (n. 1953)
- Wolfgang Mair, ex calciatore austriaco (Lienz, n. 1980)
- Wolfgang Ospelt, ex calciatore liechtensteinese (Vaduz, n. 1965)
- Wolfgang Overath, ex calciatore e dirigente sportivo tedesco (Siegburg, n. 1943)
- Wolfgang Paul, ex calciatore tedesco (Olsberg, n. 1940)
- Wolfgang Peters, calciatore tedesco (n. 1929 - † 2003)
- Wolfgang Pfeifer, ex calciatore tedesco orientale (n. 1935)
- Wolfgang Schüler, calciatore tedesco (Friburgo, n. 1958 - † 2024)
- Wolfgang Seel, ex calciatore tedesco (Kirkel, n. 1948)
- Wolfgang Seguin, ex calciatore tedesco orientale (Burg, n. 1945)
- Wolfgang Solz, calciatore tedesco (Francoforte sul Meno, n. 1940 - † 2017)
- Wolfgang Strobel, calciatore tedesco (Norimberga, n. 1896 - Bad Kreuznach, † 1945)
- Wolfgang Sühnholz, calciatore tedesco (Berlino, n. 1946 - † 2019)
- Wolfgang Weber, ex calciatore tedesco (Schlawe, n. 1944)
- Wolfgang Wolf, ex calciatore, allenatore di calcio e dirigente sportivo tedesco (Tiefenthal, n. 1957)
- Wolfgang Wruck, calciatore tedesco orientale (Berlino, n. 1944 - Berlino, † 2014)

## Canoisti(1)
- Wolfgang Ruck, canoista e artista canadese (Augusta, n. 1946)

## Canottieri(4)
- Wolfgang Gunkel, canottiere tedesco (Berlino Est, n. 1948 - † 2020)
- Wolfgang Güldenpfennig, ex canottiere tedesco (Magdeburgo, n. 1951)
- Wolfgang Hottenrott, ex canottiere tedesco (Hannover, n. 1940)
- Wolfgang Mager, ex canottiere tedesco (Kamenz, n. 1952)

## Cantanti(1)
- Wolfgang Ambros, cantante, chitarrista e musicista austriaco (Wolfsgraben, n. 1952)

## Cardinali(1)
- Wolfgang Hannibal von Schrattenbach, cardinale austriaco (Lemberg, n. 1660 - Brno, † 1738)

## Cestisti(1)
- Wolfgang Vlk, ex cestista austriaco (Vienna, n. 1956)

## Chimici(1)
- Wolfgang Langenbeck, chimico tedesco (Gottinga, n. 1899 - Rostock, † 1967)

## Compositori(5)
- Wolfgang Ebner, compositore e organista tedesco (Augusta, n. 1612 - Vienna, † 1665)
- Wolfgang Amadeus Mozart, compositore austriaco (Salisburgo, n. 1756 - Vienna, † 1791)
- Wolfgang Rihm, compositore tedesco (Karlsruhe, n. 1952 - Ettlingen, † 2024)
- Wolfgang Stockmeier, compositore e organista tedesco (Essen, n. 1931 - Langenberg, † 2015)
- Wolfgang Zeller, compositore, direttore d'orchestra e violinista tedesco (Mansfeld, n. 1893 - Berlino, † 1967)

## Compositori di scacchi(1)
- Wolfgang Pauly, compositore di scacchi rumeno (Dohna, n. 1876 - Bucarest, † 1934)

## Criminali(1)
- Wolfgang Přiklopil, criminale austriaco (Vienna, n. 1962 - Vienna, † 2006)

## Criminologi(1)
- Wolfgang Heinz, criminologo tedesco (Pforzheim, n. 1942)

## Cuochi(1)
- Wolfgang Puck, cuoco austriaco (Sankt Veit an der Glan, n. 1949)

## Designer(1)
- Wolfgang Egger, designer tedesco (Oberstdorf, n. 1963)

## Diplomatici(2)
- Wolfgang von und zu Liechtenstein, diplomatico liechtensteinese (Graz, n. 1934)
- Wolfgang Petritsch, diplomatico austriaco (Klagenfurt, n. 1947)

## Direttori d'orchestra(1)
- Wolfgang Sawallisch, direttore d'orchestra e pianista tedesco (Monaco di Baviera, n. 1923 - Grassau, † 2013)

## Disc jockey(1)
- Wolfgang Gartner, disc jockey e produttore discografico statunitense (n. 1982)

## Discoboli(2)
- Wolfgang Schmidt, ex discobolo e pesista tedesco (Berlino Est, n. 1954)
- Wolfgang Warnemünde, ex discobolo tedesco (Grevesmühlen, n. 1953)

## Egittologi(1)
- Wolfgang Kosack, egittologo e traduttore tedesco (Berlino, n. 1943)

## Entomologi(1)
- Wolfgang Speidel, entomologo tedesco (n. 1952)

## Filologi(1)
- Wolfgang Schadewaldt, filologo classico, traduttore e critico letterario tedesco (Berlino, n. 1900 - Tubinga, † 1974)

## Filosofi(1)
- Wolfgang Harich, filosofo e saggista tedesco (Königsberg, n. 1923 - Berlino, † 1995)

## Fisici(8)
- Wolfgang Demtröder, fisico tedesco (Attendorn, n. 1931)
- Wolfgang Gaede, fisico tedesco (Bremerhaven, n. 1878 - Monaco di Baviera, † 1945)
- Wolfgang Ketterle, fisico tedesco (Heidelberg, n. 1957)
- Wolfgang Krätschmer, fisico tedesco (Berlino, n. 1942)
- Fritz London, fisico tedesco (Breslavia, n. 1900 - Durham, † 1954)
- Wolfgang Paul, fisico tedesco (Lorenzkirch, n. 1913 - Bonn, † 1993)
- Wolfgang Pauli, fisico austriaco (Vienna, n. 1900 - Zurigo, † 1958)
- Wolfgang Rindler, fisico austriaco (Vienna, n. 1924 - Dallas, † 2019)

## Fotografi(3)
- Wolfgang Peter Geller, fotografo tedesco (Amburgo, n. 1945)
- Wolfgang Suschitzky, fotografo e direttore della fotografia austriaco (Vienna, n. 1912 - Londra, † 2016)
- Wolfgang Tillmans, fotografo tedesco (Remscheid, n. 1968)

## Geologi(1)
- Wolfgang Sartorius von Waltershausen, geologo e astronomo tedesco (Gottinga, n. 1809 - Gottinga, † 1876)

## Gesuiti(1)
- Wolfgang Feneberg, gesuita e teologo tedesco (Monaco di Baviera, n. 1935 - Norimberga, † 2018)

## Giavellottisti(1)
- Wolfgang Hanisch, ex giavellottista tedesco (Großkorbetha, n. 1951)

## Giornalisti(2)
- Wolfgang Kapp, giornalista e politico tedesco (New York, n. 1858 - Lipsia, † 1922)
- Wolfgang Schivelbusch, giornalista e storico tedesco (Berlino, n. 1941 - Berlino, † 2023)

## Imprenditori(2)
- Wolfgang Porsche, imprenditore e manager tedesco (Stoccarda, n. 1943)
- Wolfgang Wagner, imprenditore e regista teatrale tedesco (Bayreuth, n. 1919 - Bayreuth, † 2010)

## Inventori(2)
- Wolfgang von Kempelen, inventore ungherese (Pressburg, n. 1734 - Vienna, † 1804)
- Wolfgang Kramer, inventore e autore di giochi tedesco (Stoccarda, n. 1942)

## Judoka(1)
- Wolfgang Hofmann, judoka tedesco (Colonia, n. 1941 - Colonia, † 2020)

## Linguisti(1)
- Wolfgang Schweickard, linguista e filologo tedesco (Aschaffenburg, n. 1954)

## Lottatori(1)
- Wolfgang Ehrl, lottatore tedesco (Monaco di Baviera, n. 1912 - Monaco di Baviera, † 1980)

## Matematici(5)
- Wolfgang Gröbner, matematico austriaco (Colle Isarco, n. 1899 - Innsbruck, † 1980)
- Wolfgang Haken, matematico tedesco (Berlino, n. 1928 - Champaign, † 2022)
- Wolfgang Krull, matematico tedesco (Baden-Baden, n. 1899 - Bonn, † 1971)
- Wolfgang M. Schmidt, matematico austriaco (Vienna, n. 1933)
- Wolfgang Smith, matematico e fisico statunitense (Vienna, n. 1930 - Ventura, † 2024)

## Medici(2)
- Wolfgang Bernhard Fränkel, medico e scrittore tedesco (Bonn, n. 1795 - Elberfeld, † 1851)
- Wolfgang Huber, medico tedesco (Francoforte sul Meno, n. 1935)

## Mezzofondisti(1)
- Wolfgang Dessecker, mezzofondista tedesco (Stoccarda, n. 1911 - Stoccarda, † 1973)

## Militari(4)
- Wolfgang Birkner, militare tedesco (n. 1913 - † 1945)
- Wolfgang Fürstner, militare tedesco (Poznan, n. 1896 - Berlino, † 1936)
- Wolfgang Kügler, militare tedesco
- Wolfgang Lüth, militare tedesco (Riga, n. 1913 - Flensburg, † 1945)

## Musicisti(3)
- Wolfgang Carl Briegel, musicista e compositore tedesco (Königsberg, n. 1626 - Darmstadt, † 1712)
- Wolfgang Flür, musicista tedesco (Francoforte sul Meno, n. 1947)
- Wolfgang Voigt, musicista tedesco (Colonia, n. 1961)

## Musicologi(2)
- Wolfgang Plath, musicologo tedesco (Riga, n. 1930 - Augusta, † 1995)
- Wolfgang Schmieder, musicologo tedesco (Bromberg, n. 1901 - Fürstenfeldbruck, † 1990)

## Nobili(3)
- Wolfgang von Graben, nobile e militare austriaco (Kornberg, † 1521)
- Wolfgang di Anhalt-Köthen, nobile tedesco (Köthen, n. 1492 - Zerbst, † 1566)
- Wolfgang Unverzagt, nobile e politico austriaco (Vienna, n. 1535 - Vienna, † 1605)

## Numismatici(1)
- Wolfgang Hahn, numismatico austriaco (n. 1945)

## Organisti(2)
- Wolfgang Rübsam, organista tedesco (Gießen, n. 1946)
- Wolfgang Zerer, organista e clavicembalista tedesco (Passavia, n. 1961)

## Pattinatori artistici su ghiaccio(2)
- Wolfgang Danne, pattinatore artistico su ghiaccio tedesco (Hildesheim, n. 1941 - Garmisch Partenkirchen, † 2019)
- Wolfgang Schwarz, ex pattinatore artistico su ghiaccio austriaco (Vienna, n. 1947)

## Piloti automobilistici(2)
- Wolfgang von Trips, pilota automobilistico tedesco (Colonia, n. 1928 - Monza, † 1961)
- Wolfgang Seidel, pilota di Formula 1 tedesco (Düsseldorf, n. 1926 - Monaco di Baviera, † 1987)

## Pittori(4)
- Wolfgang Heimbach, pittore tedesco (Ovelgönne)
- Wolfgang Katzheimer, pittore tedesco († 1508)
- Wolfgang Paalen, pittore e scultore austriaco (Vienna, n. 1905 - Taxco, † 1959)
- Wolfgang Adam Töpffer, pittore e disegnatore svizzero (Ginevra, n. 1766 - Ginevra, † 1847)

## Polistrumentisti(1)
- Wolfgang van Halen, polistrumentista e cantautore statunitense (Santa Monica, n. 1991)

## Politici(15)
- Wolfgang Heribert von Dalberg, politico, direttore teatrale e letterato tedesco (Worms-Herrnsheim, n. 1750 - Mannheim, † 1806)
- Wolfgang Erlitz, politico austriaco (Frohnleiten, n. 1950)
- Wolfgang Gerhardt, politico tedesco (Ulrichstein, n. 1943 - Wiesbaden, † 2024)
- Wolfgang Larrazábal, politico, ammiraglio e diplomatico venezuelano (Carúpano, n. 1911 - Caracas, † 2003)
- Wolfgang Lussi, politico svizzero (Stans, † 1597)
- Wolfgang Mückstein, politico austriaco (Vienna, n. 1974)
- Wolfgang Peschorn, politico austriaco (Vienna, n. 1965)
- Wolfgang Schmidt, politico tedesco (Amburgo, n. 1970)
- Wolfgang Schüssel, politico austriaco (Vienna, n. 1945)
- Wolfgang Schuster, politico tedesco (Ulma, n. 1949)
- Wolfgang Schäuble, politico tedesco (Friburgo in Brisgovia, n. 1942 - Offenburg, † 2023)
- Wolfgang Sobotka, politico austriaco (Waidhofen an der Ybbs, n. 1956)
- Wolfgang Thierse, politico tedesco (Breslavia, n. 1943)
- Wolfgang Tiefensee, politico tedesco (Gera, n. 1955)
- Wolfgang Zelger, politico e condottiero svizzero († 1593)

## Politologi(1)
- Wolfgang Abendroth, politologo e giurista tedesco (Wuppertal, n. 1906 - Francoforte sul Meno, † 1985)

## Presbiteri(1)
- Wolfgang II Griesstätter zu Haslach, presbitero austriaco (Haslach, n. 1490 - Berchtesgaden, † 1567)

## Produttori cinematografici(1)
- Wolfgang Herold, produttore cinematografico statunitense

## Psicologi(1)
- Wolfgang Köhler, psicologo tedesco (Reval, n. 1887 - Enfield, † 1967)

## Pugili(1)
- Wolfgang Behrendt, ex pugile tedesco (n. 1936)

## Registi(8)
- Wolfgang Becker, regista e sceneggiatore tedesco (Hemer, n. 1954)
- Wolfgang Groos, regista tedesco (Kassel, n. 1968)
- Wolfgang Kohlhaase, regista e sceneggiatore tedesco (Berlino, n. 1931 - Berlino, † 2022)
- Wolfgang Liebeneiner, regista e attore tedesco (Liebau, n. 1905 - Vienna, † 1987)
- Wolfgang Neff, regista e attore austriaco (Praga, n. 1875)
- Wolfgang Petersen, regista e sceneggiatore tedesco (Emden, n. 1941 - Los Angeles, † 2022)
- Wolfgang Schleif, regista e sceneggiatore tedesco (Lipsia, n. 1912 - Berlino, † 1984)
- Wolfgang Staudte, regista cinematografico, sceneggiatore e attore tedesco (Saarbrücken, n. 1906 - Žigrski Vrh, † 1984)

## Saltatori con gli sci(1)
- Wolfgang Loitzl, ex saltatore con gli sci austriaco (Bad Ischl, n. 1980)

## Scacchisti(3)
- Wolfgang Heidenfeld, scacchista tedesco (Berlino, n. 1911 - Ulma, † 1981)
- Wolfgang Uhlmann, scacchista tedesco (Dresda, n. 1935 - Dresda, † 2020)
- Wolfgang Unzicker, scacchista tedesco (Pirmasens, n. 1925 - Albufeira, † 2006)

## Schermidori(3)
- Wolfang Mejías, schermidore venezuelano (Caracas, n. 1983)
- Wolfgang Reich, schermidore tedesco (n. 1979)
- Wolfgang Wienand, schermidore tedesco (Colonia, n. 1972)

## Sciatori alpini(6)
- Wolfgang Bartels, sciatore alpino e allenatore di sci alpino tedesco (Bischofswiesen, n. 1940 - Ramsau bei Berchtesgaden, † 2007)
- Wolfgang Graßl, sciatore alpino e allenatore di sci alpino tedesco (Schönau am Königssee, n. 1970 - Schönau am Königssee, † 2010)
- Wolfgang Hell, ex sciatore alpino italiano (Bolzano, n. 1980)
- Wolfgang Hörl, ex sciatore alpino austriaco (Saalfelden am Steinernen Meer, n. 1983)
- Wolfgang Junginger, sciatore alpino tedesco (Stoccarda, n. 1951 - Garbsen, † 1982)
- Wolfgang Rieder, ex sciatore alpino austriaco (n. 1973)

## Scrittori(4)
- Wolfgang Borchert, scrittore tedesco (Amburgo, n. 1921 - Basilea, † 1947)
- Wolfgang Haberl, scrittore, insegnante e biografo tedesco (Ingolstadt, n. 1960)
- Wolfgang Hildesheimer, scrittore e pittore tedesco (Amburgo, n. 1916 - Poschiavo, † 1991)
- Wolfgang Hohlbein, scrittore tedesco (Weimar, n. 1953)

## Slittinisti(6)
- Wolfgang Kindl, slittinista austriaco (Innsbruck, n. 1988)
- Wolfgang Linger, ex slittinista austriaco (Hall in Tirol, n. 1982)
- Wolfgang Schädler, ex slittinista liechtensteinese (Triesenberg, n. 1958)
- Wolfgang Scheidel, ex slittinista tedesco orientale (Erfurt, n. 1943)
- Wolfgang Staudinger, ex slittinista tedesco occidentale (Berchtesgaden, n. 1963)
- Wolfgang Winkler, slittinista tedesco occidentale (Tegernsee, n. 1940 - † 2001)

## Sociologi(1)
- Wolfgang Streeck, sociologo e economista tedesco (Lengerich, n. 1946)

## Stilisti(1)
- Wolfgang Joop, stilista, designer e scrittore tedesco (Potsdam, n. 1944)

## Storici(3)
- Wolfgang Benz, storico e scrittore tedesco (Ellwangen, n. 1941)
- Wolfgang Reinhard, storico tedesco (Pforzheim, n. 1937)
- Wolfgang Stürner, storico tedesco (Stoccarda, n. 1940)

## Storici dell'architettura(1)
- Wolfgang Müller-Wiener, storico dell'architettura e archeologo tedesco (Friedrichswerth, n. 1923 - Istanbul, † 1991)

## Tennisti(1)
- Wolfgang Popp, ex tennista tedesco (Neu-Isenburg, n. 1959)

## Tenori(1)
- Wolfgang Windgassen, tenore tedesco (Annemasse, n. 1914 - Stoccarda, † 1974)

## Teologi(1)
- Volfango Capitone, teologo tedesco (Haguenau, n. 1478 - Strasburgo, † 1541)

## Vescovi cattolici(2)
- Wolfgang Goler, vescovo cattolico tedesco († 1527)
- Wolfgang Pisa, vescovo cattolico tanzaniano (Karatu, n. 1965)

## Violinisti(1)
- Wolfgang Schneiderhan, violinista austriaco (Vienna, n. 1915 - Vienna, † 2002)

## Senza attività specificata(5)
- Wolfgang Köpcke, ex pentatleta tedesco (Berlino, n. 1948)
- Wolfgang Kusserow,  tedesco (Bochum, n. 1922 - Brandeburgo-Görden, † 1942)
- Wolfgang Lüderitz, ex pentatleta tedesco (Preetz, n. 1936)
- Wolfgang Schutzbar,  tedesco (n. 1483 - † 1566)
- Wolfgang I di Oettingen, conte (n. 1455 - Harburg, † 1522)